# 온산병
온산병(溫山病)은 대한민국 울산광역시 울주군 온산읍에서 발생한 대한민국 최초의 공해병이며, 현재까지도 정확한 원인은 밝혀지지 않았다.

## 역사
1970년대 제3차 경제개발 5개년 계획에 따라 울산광역시 울주군 온산읍 일대엔 1974년에 지정된 온산공업단지가 있다. 처음에는 구리ㆍ아연ㆍ알루미늄 등 비철금속 공업단지로 조성되었으며, 근처 울산석유화학공업단지와 더불어 중화학 공장들이 입지되어 있는 곳이다. 1980년대에는 화학ㆍ제지ㆍ자동차 부품 등 다양한 업종의 공장들이 입주해 종합단지로 탈바꿈하였다. 하지만 산업기지 개발 공사 관리공단은 공업단지 개발을 위한 종합계획도 세우지 않고 개별 공장들이 공장을 세우는 바람에 전체 주민 1만 4천여 명 중 1,800여 명만 이주하고 나머지 1만 2천여 명은 공단에 포위되거나 고립된 채 살 수밖에 없었다.
그 이후 온산은 각종 중금속 폐수와 대기오염으로 피해가 발생하기 시작했다. 1982년에 어업 피해가 일어나고, 주민들에게서 피부병과 허리와 팔다리 등 전신이 아픈 증세를 보이는 온산병 환자가 나타났다. 그러나 당시는 언론을 통제하던 전두환 정부 시절이어서 일반 국민들은 온산병의 내막을 알지 못했다. 1985년 1월 18일자 동아일보 사회면 머리기사로 ‘온산공단 어민 500여명 이타이이타이 병 증세’라는 제목으로 보도가 나가면서 범국민적인 관심을 끌게 되었다.
주무부처인 환경청은 바로 다음날인 1월 19일, “온산공단 일대의 환경은 양호하다”며 “공해병이 아니다”라고 공식 부인했다. 한국공해문제연구소는 이에 반발, 다음날 환경청을 비난하며 조속한 대책을 촉구하는 자료를 내놓았다. 정부와 환경단체 간의 공해병 공방은 일부 전문가와 언론이 동조하는 양상으로 전개되었다.
환경청은 공해병 논란이 시작되기 전인 1984년 서울대 환경대학원에 용역을 의뢰하여 1년 동안 울산ㆍ온산공단 일대의 공해 피해 여부를 조사했다. 이 조사의 결과물인 ‘울산ㆍ온산 공해피해 주민 이주 대책을 위한 조사 연구’라는 보고서가 환경청의 공해병 부인 근거였다. 그런데 조사단을 이끈 김정욱 교수 등 전문가들이 조사가 제대로 이뤄지지 않았고 조사 수치와 실제 상황도 차이가 있다고 언론을 통해 폭로하면서 환경청은 궁지에 몰리게 됐다.
온산병의 정체를 밝히라는 여론이 들끓자, 환경청에서는 역학조사팀을 구성하여 3월 말 10일간 역학조사를 실시하였다. 정부에서는 4월 23일에 역학조사 결과를 발표하면서 온산병은 공해병이 아닌 ‘환경성 질환’이라고 어정쩡하게 표현하였다. 결국에는 정부도 공해 피해를 인정하고 주민들의 전원 집단이주를 결정해 오염원이 된 공단에 둘러싸인 주민 1만여 명을 소개하고 온산읍 덕신리와 인근 온양읍 남창리, 대안리로 분산이주시켰다. 이 때문에 과거 온산 읍내가 있었던 지역은 정주인구는 거의 없이 산업단지만 있고 주민들은 고개 너머에 있는 덕신리에 살고 있다.

## 사회적 영향
1985년 12월 온산지역 주민들은 11개 공해배출업체를 대상으로 손해배상 청구소송을 제기하여 인체 피해 위자료, 농작물 피해보상금 지급 판결을 받음으로써 한국에서는 처음으로 공해피해에 대한 법적 인정을 받았다.
이 사건은 한국 대중문화사에 간접적인 족적을 남겼는데 바로 환경 문제가 미디어 전면으로 떠오르게 했다는 것이다. 당시 갓 창간되었던 과학동아(1986년 4월호)에 인용된 당시 일간지 헤드라인은 "온산병, 아파요 아파요"였는데 이는 이타이이타이병의 '이타이'를 '아파요'로 번역한 것이다. 즉, 바다 건너 일본의 일인 줄만 알았던 공해병이 한국에서도 발생했다는 것이 당시 사람들에게는 충격으로 다가왔고 신문은 이를 풍자한 것이다.

## 같이 보기
- 이타이이타이 병